# Peter Capell
Peter Capell (Berlino, 3 settembre 1912 – Monaco di Baviera, 3 marzo 1986) è stato un attore tedesco.

## Carriera
Nato nel 1912, Peter Capell apparve in molte serie e miniserie televisive sia tedesche che americane. Il suo ruolo più rilevante fu quello di un venditore ambulante nel film Willy Wonka e la fabbrica di cioccolato (1971).
Morì nel 1986 a 73 anni.

## Filmografia parziale

### Cinema
- La famiglia Trapp (Die Trapp-Familie), regia di Wolfgang Liebeneiner (1956)
- Orizzonti di gloria (Paths of Glory), regia di Stanley Kubrick (1957)
- Come prima (For the First Time), regia di Rudolph Maté (1959)
- Alla conquista dell'infinito (I Aim ar the Stars Wernher von Braun), regia di J. Lee Thompson (1960)
- Area B2: attacco! (Armored Command), regia di Byron Haskin (1961)
- Uno, due, tre! (One, Two, Three), regia di Billy Wilder (1961)
- Willy Wonka e la fabbrica di cioccolato (Willy Wonka & the Chocolate Factory), regia di Mel Stuart (1971)
- L'amante dell'Orsa Maggiore, regia di Valentino Orsini (1972)
- Il salario della paura (Sorcerer), regia di William Friedkin (1977)
- La tamburina (The Little Drummer Girl), regia di George Roy Hill (1984)

### Televisione
- Lights Out – serie TV, 4 episodi (1950-1951)
- Blue Light (1966)
- L'ispettore Derrick (Derrick) - serie TV, 4 episodi (1975-1984)

## Doppiatori italiani
Nelle versioni in italiano delle opere in cui ha recitato, Peter Capell è stato doppiato da:
- Nando Gazzolo in Orizzonti di gloria
- Ferruccio Amendola in Alla conquista dell'infinito
- Oreste Lionello in Uno, due, tre!
- Sandro Tuminelli in La tamburina